# بياعة صغيرة
بياعة صغيرة  قرية سوريّة تتبع إداريّاً لمحافظة حلب منطقة جبل سمعان ناحية تل الضمان، بلغ تعداد سكانها 309 نسمة حسب التعداد السكاني لعام 2004.